# MGMT
MGMT (Эм Джи Эм Ти, прежнее название The Management) — американский музыкальный дуэт, рок-группа, основанная в Мидлтауне, Коннектикут, и состоящая из Эндрю Ванвингардена и Бена Голдвассера.

## История
Голдвассер и Ванвингарден сформировали группу, когда учились на первом курсе университета Wesleyan University. «Мы не собирались создавать группу», говорит Голдвассер. «Мы просто общались и демонстрировали друг другу музыку, которая нам нравилась». Их первый релиз ещё под сценическим именем The Management был выпущен в 2004 году и назывался We (Don’t) Care. Позже они стали экспериментировать с нойз-роком и электроникой, а критик Дэвид Марчиз из журнала Spin даже отнёс их стиль к психоделическому попу.
В 2005 году они окончили университет и отправились в тур по разным странам в поддержку своего миньона Time to Pretend, выступая на разогреве у инди-рок-группы Of Montreal, а также выступали вместе с ними.
Осенью 2006 г. Маурин Кенни с лейбла Columbia Records подписал с группой контракт. В записи альбома Oracular Spectacular принимал участие продюсер группы The Flaming Lips Дэйв Фридманн.
8 января 2008 г. MGMT выступили с песней Time to Pretend на The Late Show с Дэвидом Леттерманом. Песня заняла 19 место в чарте Mediabase US Alternative. Эта композиция вошла в саундтрек к фильму Sex Drive 2008 года, а также играла в фильме «21» и в первых сериях нового сезона сериала «Беверли-Хиллз, 90210» и в финальной серии второго сезона британского сериала Skins.
Другой хит MGMT — Kids — стал саундтреком к игре FIFA 09, вышедшей в сентябре 2008 года, звучал в сноуборд фильме That’s It, That’s All и в шестом эпизоде BBC «Survivors», а также использован в качестве саундтрека к рекламе чая «Липтон» на русскоязычных рынках.
Кроме того, трек Kids использовался в заставках телеканала «Discovery Travel & Living» (2009—2010) и в звуковом сопровождении тайм-аутов волейбольного турнира на летних Олимпийских играх в Лондоне (2012). Песня Electric Feel стала саундтреком к игре Midnight Club Los Angeles» вышедшей в октябре 2008 года. Трек Time to Pretend стал саундтреком к игре Shaun White Snowboarding, вышедшей в ноябре 2008 года, а также звучал в трейлере к сноуборд видео Technicolor и звучал в сноуборд видео It’s always snowing somewhere.
MGMT выступили на фестивале Bonnaroo Music Festival, проходившем в Манчестере в 2008 г. Группа также выступала вместе с Radiohead в Манчестере во время их турне, после чего в ноябре 2008 года отправилась в свой собственный тур по Великобритании. На протяжении всего 2008 года группа выступала на большом количестве фестивалей Европы.
5 октября 2007 г. сайт Spin.com назвал MGMT исполнителем дня.
14 ноября 2007 года журнал Rolling Stone поместил MGMT в топ 10 групп-открытий 2008 года. Группа заняла 9-е место в десятке BBC по итогам голосования в 2008 году. Сайтом Last.fm они признаны самой прослушиваемой группой 2008 года.
Их дебютный альбом «Oracular Spectacular» занял 12-е место в UK Albums Chart и стал хитом номер один по мнению журнала Billboard в чарте Top Heatseekers. NME признали этот альбом альбомом года.

## Состав
- Эндрю Ванвингарден (англ. Andrew VanWyngarden) (род. 1 февраля 1983) — вокал, гитара, клавишные, бас-гитара (2002 — настоящее)
- Бэн Голдвассер (англ. Ben Goldwasser) (род. 17 декабря 1982) — вокал, клавишные, гитара (2002 — настоящее)
- Джэймс Ричардсон (англ. James Richardson) — ударные (2007—2008), клавишные, перкуссия, бэк-вокал (2008 — настоящее)
- Мэтт Асти (англ. Matt Asty) — бас-гитара, клавишные, ударные (2007 — настоящее)
- Уилл Берман (англ. Will Berman) — ударные, перкуссия, губная гармошка, бэк-вокал (2005, 2008—настоящее время)

Бывшие участники
- Хэнк Салливант — гитара (2007—2008)

## Дискография
| Демоальбомы - Climbing to New Lows (2005) Студийные альбомы - Oracular Spectacular (2007) - Congratulations (2010) - MGMT (2013) - Little Dark Age (2018) - Loss of Life (2024) Мини-альбомы - We (Don’t) Care EP (2004) - Time to Pretend EP (2005) - Metanoia EP (2008) | Синглы - Time to Pretend (2008) - Destrokk (2008) - Boogie Down (2008) - Electric Feel (2008) - Metanoia (2008) - Kids (2008) - Flash Delirium (2010) - Siberian Breaks (2010) - It's Working (2010) - Congratulations (2010) - Alien Days (2013) - Little Dark Age (2017) - When You Die (2017) - Hand It Over (2018) - Me and Michael (2018) - In the Afternoon (2019) - Mother Nature (2023) - Bubblegum Dog (2023) - Nothing to Declare (2024) - Dancing in Babylon (совместно с Christine and the Queens) (2024) |